# Richard de Bury
Richard de Bury (24 de gener de 1287 – 14 d'abril de 1345), també conegut com a Richard Aungerville (o Aungervyle), va ser un escriptor, bibliòfil, científic, bisbe i monjo benedictí anglès. Fou un dels primers col·leccionistes de llibres de la història i un dels més savis de l'època destinant la seva carrera professional a incrementar la seva biblioteca i nodrir-se de coneixement. El llibre més recordat i que va intentar transmetre la idea d'adquirir més coneixement va ser el Philobiblon, destinat als sacerdots i a l'Església, i es considera com el primer llibre que porta a la reflexió sobre la importància de la biblioteconomia. Va ser bisbe de Durham entre 1333 i 1345, el seu predecessor fou Lewis de Beaumont i el successor Thomas Hatfield.